# Tomáš Fleischmann
Tomáš Fleischmann (ur. 16 maja 1984 w Kopřivnicach) – czeski hokeista, reprezentant Czech, olimpijczyk.

## Kariera
- HC Vítkovice U18 (1999-2001)
- HC Vítkovice U20 (2000-2002)
  -  HC Nowy Jiczyn (2002)
- Moose Jaw Warriors (2002-2004)
- Portland Pirates (2004-2005)
- Hershey Bears (2005-2007, 2009)
- Washington Capitals (2005-2010)
- Colorado Avalanche (2010-2011)
- Florida Panthers (2011-2015)
- Anaheim Ducks (2015)
- Montreal Canadiens (2015-2016)
- Chicago Blackhawks (2016)

Wychowanek klubu HC Kopřivnice. Karierę rozwijał w zespołach juniorskich HC Vítkovice. Od lipca 2011 zawodnik Florida Panthers, związany czteroletnim kontraktem. Od końca 2015 zawodnik Anaheim Ducks (w wyniku wymiany za Dany'ego Heatleya). Od października 2015 zawodnik Montreal Canadiens. Od końca lutego 2016 zawodnik Chicago Blackhawks.
Uczestniczył w turniejach mistrzostw świata edycji 2008, 2013 oraz zimowych igrzysk olimpijskich 2010.

## Sukcesy
Reprezentacyjne
- Brązowy medal mistrzostw świata juniorów do lat 18: 2002
- Brązowy medal mistrzostw świata: 2012

Klubowe
- Puchar Caldera: 2006 z Hershey Bears
- Frank Mathers Trophy: 2007 z Hershey Bears
- F.G. „Teddy” Oke Trophy: 2007 z Hershey Bears

Indywidualne
- AHL (2005/2006):
  - Pierwsze miejsce w klasyfikacji asystentów w fazie play-off
- AHL (2006/2007):
  - Pierwsze miejsce w klasyfikacji asystentów w fazie play-off
  - Mecz Gwiazd AHL